# Miconia acutipetala
Miconia acutipetala är en tvåhjärtbladig växtart som beskrevs av Thomas Archibald Sprague. Miconia acutipetala ingår i släktet Miconia och familjen Melastomataceae. Inga underarter finns listade i Catalogue of Life.